# Francesco Berto
Francesco Berto (Venezia, 10 luglio 1973) è un filosofo e logico italiano.

## Attività
Laureatosi a Venezia con una tesi su Emanuele Severino, ha conseguito il dottorato presso la stessa università con una tesi sulla dialettica hegeliana. Dopo aver conseguito un post-doc in Filosofia teoretica all'Università degli Studi di Padova è stato Chaire d'Excellence Fellow al CNRS di Parigi, dove ha insegnato Ontologia all'École Normale Supérieure ed è stato membro dell'Istituto di Filosofia della Scienza e della Tecnica della Sorbona.
È stato Research Fellow all'Institute for Advanced Study della University of Notre Dame (Indiana, USA).
Ha insegnato Logica anche all'Università Ca' Foscari di Venezia e all'Università Vita-Salute San Raffaele.
È stato Structural Chair of Metaphysics alla Universiteit van Amsterdam e membro del Northern Institute of Philosophy di Crispin Wright alla University of Aberdeen. 
Attualmente tiene la Chair of Logic and Metaphysics al dipartimento di Filosofia dell'University of St Andrews ed è Research Chair all'Institute for Logic, Language and Computation alla Universiteit van Amsterdam. È editor-in-chief della rivista The Philosophical Quarterly . Dal 2017 è Visiting Professor all'Università della Svizzera Italiana.
Nel 2007 ha vinto il Premio Filosofico Castiglioncello, nella sezione giovani, con il libro Teorie dell'assurdo. I rivali del Principio di Non-Contraddizione.
Nel 2010 l'Università Ca' Foscari di Venezia gli ha assegnato il Premio Ca'Foscari alla Ricerca di 10.000 euro per giovani ricercatori.
Nel 2013 ha ottenuto dall'AHRC - Research Council di Gran Bretagna un finanziamento di 240.000 sterline per il progetto "The Metaphysical Basis of Logic".
Nel 2016 ha ottenuto dall'European Research Council un finanziamento di 2.000.000 di euro per il progetto "The Logic of Conceivability".
Nel 2022 è stato eletto Fellow of the Royal Society of Edinburgh (FRSE), l'accademia nazionale scozzese.
Nel 2024 ha ottenuto dal Leverhulme Trust un finanziamento di 500.000 sterline per il progetto "What If? Knowing by Imagining".

## Opere in italiano
- Logica con i social network, Roma, Carocci, 2019 (con M. Plebani).
- Che cos'è una contraddizione, Roma, Carocci, 2015 (con L. Bottai).
- L'esistenza non è logica. Dal quadrato rotondo ai mondi impossibili, Roma-Bari, Laterza, 2010.
- Tutti pazzi per Gödel. La guida completa al Teorema di Incompletezza, Roma-Bari, Laterza, 2008.
- Logica da Zero a Gödel, Roma-Bari, Laterza, 2007.
- Teorie dell'Assurdo. I rivali del Principio di Non-Contraddizione, Roma, Carocci, 2006.
- Che cos'è la dialettica hegeliana? Un'interpretazione analitica del metodo, Padova, Il Poligrafo, 2005.
- La Dialettica della struttura originaria, Padova, Il Poligrafo, 2003.

## Opere in inglese
- Topics of Thought, Oxford, Oxford University Press, 2022.
- Impossible Worlds, Oxford, Oxford University Press, 2019 (con Mark Jago).
- Ontology and Metaontology. A Contemporary Guide, London, Bloomsbury, 2015 (con Matteo Plebani).
- Existence as a Real Property, Dordrecht, Synthèse Library, Springer, 2012.
- There's Something About Gödel. The Complete Guide to the Incompleteness Theorem, Oxford, Wiley-Blackwell, 2009.
- How to Sell a Contradiction. The Logic and Metaphysics of inconsistency, London, King's College Publications, 2007.

## Interventi su riviste
Ha pubblicato saggi su varie riviste: Review of Symbolic Logic, Philosophical Studies, The Philosophical Quarterly, Nôus, Mind, Proceedings of the Aristotelian Society, Journal of Philosophical Logic, Philosophia Mathematica, Minds and Machines, Synthese, Erkenntnis, Dialectica, Logique et Analyse, American Philosophical Quarterly, Australasian Journal of Logic, Australasian Journal of Philosophy, European Journal of Philosophy, Metaphysica, The Logica Yearbook, New Waves in Philosophical Logic, The Stanford Encyclopedia of Philosophy, Epistemologia, Teoria, Il Pensiero, Sistemi intelligenti, Iride, Rivista di estetica, Dedalus, Divus Thomas, il Giornale di metafisica.